# Aplicaciones de la nanotecnología
La nanotecnología es una ciencia relativamente nueva que presenta importantes aplicaciones  a futuro en distintas ramas. Dado  que  esta ciencia no es solamente un campo de estudio, sino una escala, posee una cantidad infinita de aplicaciones. Entre los principales campos de aplicación se encuentra la electrónica, el medio ambiente y la medicina. Quizá el creciente interés de esta ciencia se deba a la posibilidad de modificar la estructura atómica de un material, lo que le confiere características bastante interesantes (como volver a una superficie completamente hidrofóbicas o todo lo contrario).

## Principales campos de aplicación

### Electrónica
Actualmente parte de la sociedad requiere y demanda nuevas tecnologías, más eficientes, con mayor conectividad, mayor almacenamiento y que a su vez tengan un menor consumo. Mediante nanotecnología se pueden crear nuevos dispositivos capaces de solucionar estas demandas, ejemplo de esto es la creación de transistores a escala de unos cuantos nanómetros, como lo son aquellos basados en nanotubos de carbono o en el spin de un electrón con el fin de transportar información, una de las ramas que pueden hacer uso de estas nuevas tecnologías es la fotoelectrónica.
Un desarrollo importante en el área de la nanotecnología es el desarrollo de micro chips basados en germanio, este material da la posibilidad de crear chips con una tasa de procesamiento mayor, además de que reduciría su tamaño sustancialmente, lo que disminuiría su consumo eléctrico. Esta tecnología ya había sido implementada alrededor de 1960, sin embargo, fue reemplazada por el micro chip de silicio debido a sus excelentes propiedades como semiconductor, además de que el micro chip basado en germanio aun presenta un gran problema y es la dificultad que se tiene para evitar que los átomos de fósforo se difundan en el germanio, lo que "arruina" las propiedades interesantes que este material posee. Una de las técnicas que actualmente se utilizan para producir este tipo de microchips, es mediante el recocido, ya que al producirlo se genera un daño importante en el material a la hora de implantar los átomos. Esta técnica permite reparar el daño producido a los cristales de germanio, además, esto genera en el microchip propiedades eléctricas bastante aceptables aparte de evitar la difusión de los átomos de fósforo hacia el germanio (que es uno de los principales problemas).
Otro desarrollo importante de la nanotecnología en el área de la electrónica, es lo que se conoce como "spintrónica". La electrónica convencional está basada en la carga que poseen los electrones, sin embargo, nunca se ha considerado el spin que estos poseen, el spin de un electrón se refiere al campo magnético que este genera al girar sobre su propio eje, mediante nuevos métodos se ha encontrado la forma de filtrar los electrones, con el fin de que solamente pasen aquellos que poseen un spin  en la misma dirección, esto ha permitido utilizar al spin de los electrones como medio de transporte para la información. Esta tecnología presenta la ventaja de poseer tanto mayor almacenamiento como una velocidad de lectura de datos en memorias más eficiente, además de reducir significativamente el consumo eléctrico de estas, todo esto respecto de la electrónica convencional.

### Medio ambiente
En nuestros días, uno de los mayores problemas a los que nos enfrentamos es la contaminación ambiental, esta se debe a que no existe un control adecuado por parte de las autoridades del área sanitaria, además de que tanto empresas como ciudadanos no muestran interés por el tema, lo que lleva a que este problema aun este lejos de solucionarse. Además del problema más evidente que causa la contaminación, que es el calentamiento global, se tiene la gran cantidad de enfermedades que se derivan de esta. Entre las enfermedades más comunes causadas por la contaminación se encuentran las enfermedades respiratorias, como el asma y una gran cantidad de problemas alérgicos en la piel. Existen estimaciones que muestran que en  los países altamente industrializados, en 20% de todas las enfermedades se pueden atribuir a problemas relacionados con la contaminación.
Uno de los problemas más graves de contaminación, es la que se da en lagos, ríos, afluentes y en general cualquier cuerpo de agua. La nanotecnología ha permitido desarrollar técnicas importante para la descontaminación, causada tanto por metales pesados como por materia orgánica (ya que esta produce una gran cantidad de virus y bacterias) en dichos cuerpos de agua.
Una de las técnicas que se pueden llegar a emplear en la limpieza de virus y bacterias producidos por desechos orgánicos, son las nanoburbujas, estas burbujas son tan pequeñas como la millonésima parte de un metro, “son muchísimo más pequeñas que las burbujas encontradas en las gaseosas” según menciona Marino Morikawa, pionero en el uso de este tipo de tecnología para la limpieza de lagos, estas finísimas burbujas se crean a partir de iones electrolíticos, dichas burbujas actúan como una especia de imán, atrayendo hacia si virus y bacterias, estos al adherirse a su superficie hacen que  la burbuja estalle liberando radicales libres, lo que elimine estos agentes patógenos.
Una de las técnicas que se podría utilizar para tratar de filtrar los metales pesados, es la nanofiltración, esta técnica funciona mediante tecnologías de membranas. Dichas tecnologías han sido recibidas con bastante aceptación en lo que respecta a su aplicación en la industria, una de las membranas más comunes son las membranas cerámicas, este tipo en particular ha despertado la “curiosidad” de la comunidad científica, en lo que a términos de desarrollo e investigación se refiere.
Este tipo de técnica, funciona gracias a un proceso que involucra tanto al soluto como a la membrana misma, dicho  proceso se conoce como exclusión de Donnan y consiste en aprovechar la carga presente en la membrana con tal de que cualquier soluto de carga opuesta a la membrana sea atraído hacia esta como si de un imán se tratase, estos solutos que poseen una carga opuesta se denominan contra-iones, por otro lado los iones que presentan una carga idéntica a la de la membrana (co- iones) son repelidos, de nuevo, simulando el efecto de un imán, es por esto que la potencia de la membrana depende de la intensidad de carga que se le dé a esta, además de la fuerza de Valencia que tenga el ion.
Otra de as aplicaciones que la nanotecnología ha conseguido en el medio ambiente, es la posibilidad de recolectar la polución encontrada en el aire, esto se logra mediante torres revestidas por 45 placas metálicas simulando una persiana, dentro se encuentra un gigantesco purificador de aire, el cual funciona mediante tecnología iónica capaz de limpiar el aire circundante en un 75%. Una vez que se consigue recolectar la polución, esta se somete a altas presiones con el fin de transformarlas en diamantes, cada diamante supone 1.000 metros cuadrados de aire purificado. Esta tecnología ha sido creada por Daan Roosegaarde, creador del estudio Roosegaarde, ubicado en Róterdam, Países Bajos.

### Problemas ambientales asociados a la nanotecnología
Específicamente, el impacto que las nanopartículas puedan tener sobre el ambiente a largo plazo, aún no se ha investigado. Para que una nanopartícula sea considerada un riesgo debe haber una fuente de exposición a ellas y un daño que resulte de esta exposición. Las nanopartículas se comportan de manera distinta a sus contrapartes macro debido a su tamaño, sin embargo, aún no está claro cómo difieren en sus interacciones.
Cada tipo de nanopartícula debe ser estudiado en cuanto a sus posibles riesgos, pero los hallazgos individuales no deben ser generalizados a cualquier tipo de nanopartícula, ya que, debido a sus propiedades únicas, la toxicidad puede ser diferente. En este sentido, Helland señala que hay propiedades intrínsecas de las nanopartículas que deben ser consideradas en cuanto a su toxicidad. Una, es la forma que puede afectar cómo la nanopartícula interactúa con las membranas biológicas. Otra, es el conjunto de propiedades superficiales, por ejemplo, si catalizan alguna reacción o si tienen añadido algún compuesto tóxico que pueda ser liberado al ambiente, ya que la gran superficie de las nanopartículas podría conducir a la liberación repentina de tal compuesto. La tercera es la composición química; por ejemplo, los metales de transición y sus combinaciones con sustancias orgánicas en distintas proporciones podrían hacer que el grado de toxicidad varíe.
Se ha acuñado el término «nanotoxicidad» para referirse a los efectos adversos que las nanopartículas manufacturadas tienen sobre los organismos vivos y los ecosistemas. Los efectos tóxicos de las nanopartículas, en general, sobre los distintos sistemas a nivel de organismos han sido revisados recientemente y, específicamente, los de las nanopartículas de oro, de las cuales se concluye que la información actual es insuficiente para determinar su estatus en lo referente a la salud humana y ambiental. Asimismo, se han propuesto los factores que contribuyen a su toxicidad y los mecanismos por los cuales actúan, concluyendo que los procedimientos de toxicología convencional de partículas son un punto de partida recomendable para estudiar las nanopartículas.

### Medicina
Las nanociencias prometen aplicaciones en el campo de la medicina, mediante el desarrollo de nuevas y poderosas herramientas para el tratamiento de enfermedades. este campo de la nanotecnología también es conocido como nanobiotecnología.
Entre los desarrollos más importantes en este campo, se encuentran los biosensores, estos son capaces de brindar una detección temprana de enfermedades, mediante proceso in vitro. También se encuentran aplicaciones importantes para el tratamiento y prevención del cáncer, ciertas nanoparticulas coloidales, con forma estrellada, pueden ser utilizadas con el fin de lograr una valoración oportuna de posibles pacientes, también las nanoparticulas metálicas pueden ser usadas para inhibir el desarrollo de células cancerígenas. El único problema que se presenta con la nanoparticulas, es que estas no son biocompatibles por lo que es necesario modificar su superficie mediante polímeros con el fin de hacerlas biocompatibles.

## Países con menor desarrollo en nanociencias
La nanotecnología puede representar un cambio hacia la sociedad, por desgracia existe una gran cantidad de países que no le prestan el interés necesario a esta rama en concreto de la ciencia.
Quizá una de las causas, es que existe una falta notable de recursos económicos destinados a este campo, para poder ver esto de manera más precisa la OCDE creó un indicador en 1963, este indicador es el gasto destinado a la inversión y desarrollo experimental (IDE) está tomado como porcentaje del producto interno bruto. En el IDE se muestra que México solamente le dedica a la innovación alrededor del 0.5% de su producto interno bruto a diferencia de países con niveles económicos similares, como Brasil, el cual dedica alrededor de 1.02% si comparamos estos datos con países considerados como potencia, como lo es Alemania con un 2.53% o Japón con 3.39% se nota el rezago en el que se encuentra actualmente centro América y América Latina.
Otra de las maneras de observar este rezago, es darnos cuenta de la mínima cantidad de patentes que se registran anualmente en estos países, por ejemplo, México registró alrededor de 86 patentes en el año 2004, este número está solo por debajo de Chile el cual registró solamente 15 patentes o Brasil que registro alrededor de 106 patentes en el mismo año, en el lado opuesto se encuentra Estados Unidos, el cual registró más de 84,271 patentes en ese año.
| Número de patentes registradas respecto a desarrollos de nanotecnología en la united states patent and trademark office(2004 y 2007) | Número de patentes registradas respecto a desarrollos de nanotecnología en la united states patent and trademark office(2004 y 2007) | Número de patentes registradas respecto a desarrollos de nanotecnología en la united states patent and trademark office(2004 y 2007) |
| --- | --- | --- |
| pais | 2004 | 2007 |
| México | 86 | 55 |
| Chile | 15 | 25 |
| Brasil | 106 | 90 |
| Japón | 35,348 | 33,354 |
| Alemania | 10,779 | 9,011 |
| Estados Unidos | 84,271 | 79,527 |